# Gisela Arendt
Gisela Klara Johanna Antoinette Jacob-Arendt (ur. 5 listopada 1918 w Wilmersdorfie, zm. 18 lutego 1969 w Bonn) – niemiecka pływaczka, specjalizująca się w stylu grzbietowym i dowolnym.

## Kariera sportowa
W 1934 wywalczyła 3 medale mistrzostw Europy w Magdeburgu: srebro na 100 metrów grzbietem i w sztafecie 4 × 100 m stylem dowolnym oraz brąz na 100 m kraulem.
2 lata później wystartowała w igrzyskach olimpijskich w Berlinie, gdzie zdobyła srebro w sztafecie 4 × 100 m stylem dowolnym i brąz na 100 m stylem dowolnym. W 1952 roku brała udział również w igrzyskach w Helsinkach. Tam była siódma w sztafecie 4 × 100 m kraulem.
Zdobyła 8 tytułów mistrzyni kraju: siedem na 100 m stylem dowolnym (1933-1937, 1939, 1949) oraz jeden na 100 m grzbietem (1934).
Jest siostrą Heinza – również olimpijczyka z Berlina oraz matką Rainera Jacoba – olimpijczyka z Monachium.